# Katastrofa Mi-8 w Jakucji
Katastrofa śmigłowca Mi-8 w Jakucji – doszło do niej  2 lipca 2013, w górzystym terenie, 66 km na północno-zachodni kierunek od miejsca startu. Śmigłowiec należący do linii Polar Airlines wystartował z regionalnego portu lotniczego w miejscowości Dieputatskij w kierunku wsi Kazacze. Na pokładzie było trzech członków załogi i 25 pasażerów (w tym 11 dzieci). Katastrofę przeżyło trzech członków załogi i 12-letni chłopiec.